# Heliumhydrid-Ion
Das Heliumhydrid-Ion oder Heliumhydridion (HeH+) ist ein einwertiges Kation mit einer Bindungslänge von 0,772 Å. Es entsteht durch die Reaktion eines Heliumatoms mit einem Proton und bildet die stärkste mögliche Säure, da das Proton bei Kontakt an jedes neutrale Molekül abgegeben wird. Erstmals wurde es 1925 im Labor beschrieben. Es gilt als das erste Molekül, das im Universum vor knapp 14 Milliarden Jahren entstand. Mit Hilfe des Flugzeug-Observatoriums SOFIA wurde es 2019 von Forschern des Bonner Max-Planck-Instituts für Radioastronomie erstmals astrophysikalisch im 3000 Lichtjahre entfernten planetarischen Nebel NGC 7027  nachgewiesen. Im Sommer 2025 wurde die Reaktion erstmals am Max-Planck-Institut für Kernphysik (MPIK) in Heidelberg unter ähnlichen Bedingungen wie im frühen Universum rekonstruiert.